# Grzegorz papież
Grzegorz papież – opowieść średniowieczna ze zbioru Gesta Romanorum, odpowiednik mitu o Edypie opartego na motywie incestu.
Pewien baron, współżyjący kazirodczo z własną siostrą, postanawia zmyć swój grzech i wyrusza na wyprawę krzyżową do Palestyny, gdzie ginie. Tymczasem siostra rodzi syna. Musi pozbyć się dziecka – dowodu grzechu, bo o jej rękę zabiega władca sąsiedniego królestwa. Wkłada więc niemowlę wraz z listem do łódki i puszcza z biegiem rzeki.
Chłopca wyławiają z wody zakonnicy, chrzczą go imieniem Grzegorz i wychowują. Grzegorz dorasta i wyrusza do Ziemi Świętej. Po drodze udziela pomocy królowej napadniętej przez nieprzyjaciół i poślubia ją. Gdy okazuje się, że królowa jest jego matką, Grzegorz ucieka i osiada jako pustelnik na wyspie.
Po latach, podczas papieskiego konklawe, głos z niebios poleca wybrać na papieża pokutnika. Odnaleziony cudownym sposobem i sprowadzony do Rzymu Grzegorz zostaje papieżem, rozgrzesza z podwójnego występku matkę i osadza ją jako ksieni w klasztorze.
Historyjka ta była popularna w całej Europie, także w Polsce (gdzie znano do XVIII wieku kilka jej wariantów) i na Rusi (obecna tak w prozie, jak i w poezji).